# Катвашка
Катва́шка (чув. Юваш) — река в России, протекает по Республике Марий Эл и Чувашской Республике. Устье реки находится в 28 км от устья реки Юнги по левому берегу. Длина реки составляет 15 км, площадь водосборного бассейна — 88 км².

## Течение
Исток реки в лесах в 8 км к юго-западу от села Малое Карачкино (Ядринский район Чувашии). Река течёт на северо-восток, протекает деревню Липовка и село Малое Карачкино, где принимает справа крупнейший приток — Унгу. В нижнем течении перетекает в Марий Эл, где впадает в Юнгу у деревни Юнго-Кушерга.

## Данные водного реестра
По данным государственного водного реестра России относится к Верхневолжскому бассейновому округу, водохозяйственный участок реки — Волга от устья реки Ока до Чебоксарского гидроузла (Чебоксарское водохранилище), без рек Сура и Ветлуга, речной подбассейн реки — Волга от впадения Оки до Куйбышевского водохранилища (без бассейна Суры). Речной бассейн реки — (Верхняя) Волга до Куйбышевского водохранилища (без бассейна Оки).
Код объекта в государственном водном реестре — 08010400312110000043907.